# Melittis
- Commons
- Wikispecies

Melittis L. é um gênero botânico da família Lamiaceae, espécies originárias da Europa.

## Espécies
| - Melittis albida - Melittis caroliniana - Melittis carpatica - Melittis graeca - Melittis grandiflora - Melittis hispanica - Melittis japonica | - Melittis kerneriana - Melittis melissaefolium - Melittis melissophyllum - Melittis sarmatica - Melittis speciosa - Melittis subcordata |

- «Lista completa»

## Classificação do gênero
| Sistema | Classificação                        | Referência               |
| ------- | ------------------------------------ | ------------------------ |
| Linné   | Classe Didynamia, ordem Gymnospermia | Species plantarum (1753) |